# Haplochromis flavus
Haplochromis flavus е вид лъчеперка от семейство Цихлиди (Cichlidae).

## Разпространение
Видът е разпространен в Танзания.